# Дозовая компенсация

Механизмы дозовой компенсации в Caenorhabditis elegans, Drosophila melanogaster и Homo sapiens

Дозовая компенсация генов — эпигенетические механизмы, позволяющие уравнять уровень экспрессии сцепленных с полом генов у самцов и самок тех видов, в которых определение пола происходит с помощью половых хромосом. Так, например, у самцов млекопитающих гены X-хромосомы, не считая псевдоаутосомных областей, присутствуют в одной копии, а у самок — в двух. Поскольку такая разница могла бы привести к серьёзным аномалиям, существуют механизмы дозовой компенсации генов, не связанных непосредственно с определением пола. У млекопитающих это осуществляется с помощью инактивации одной X-хромосомы в клетках самок таким образом, что в каждой соматической клетке особи любого пола на диплоидный набор хромосом приходится только одна активная X-хромосома.

## История исследования

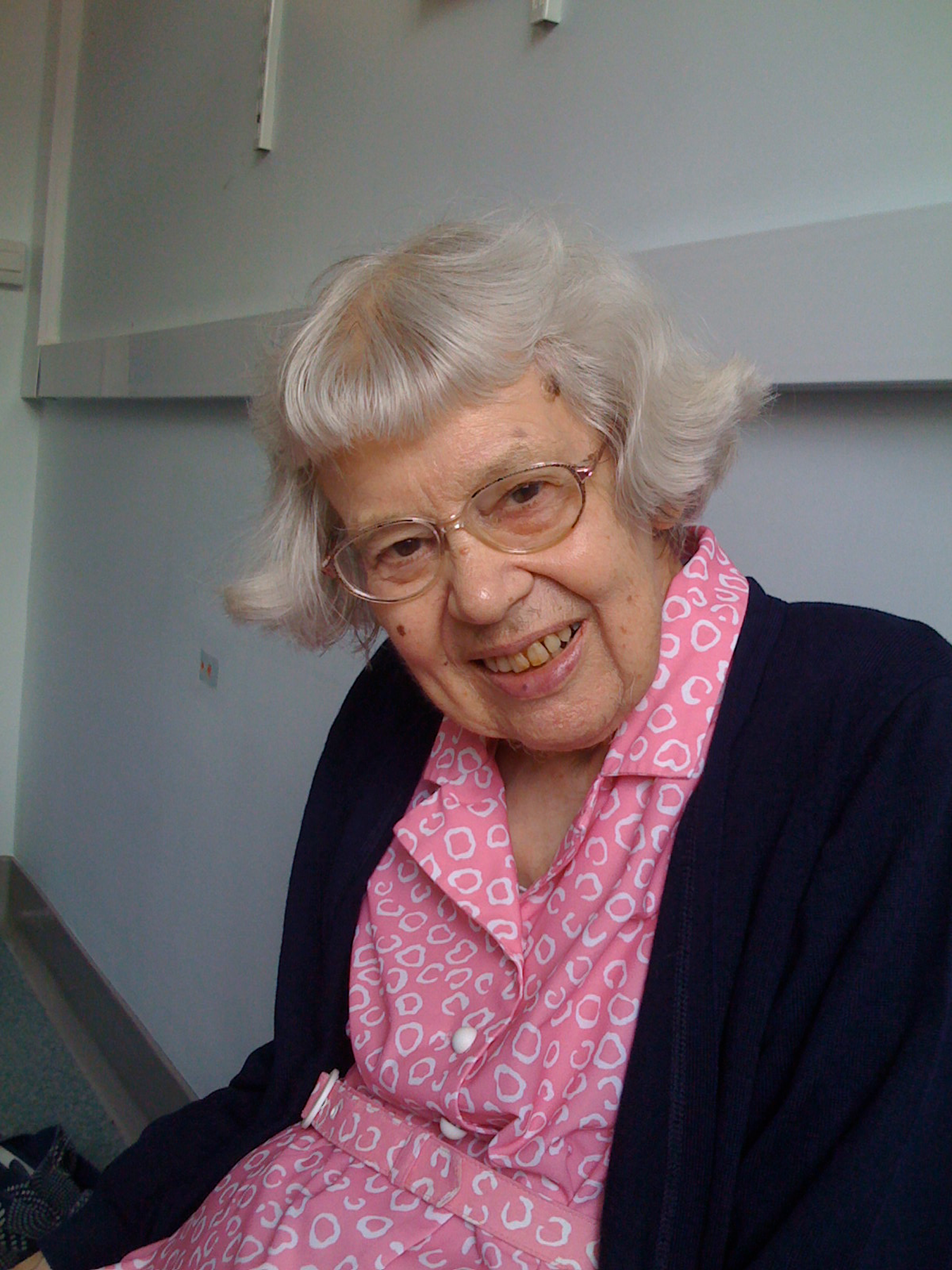
Мэри Лайон — автор гипотезы об инактивации X-хромосомы как механизме дозовой компенсации генов у млекопитающих

В 1949 году Мюррей Барр и Эварт Бертрам, исследуя кариотип клеток кошек, заметили, что в ядрах самок имеется плотное тельце, отличное от ядрышка, однако его нет в клетках кошек мужского пола. Они называли эту структуру половым хроматином. Позже она стала более известна как тельце Барра. В 1959 году Сусуму Оно выяснил, что тельце Барра — это сверхконденсированная X-хромосома. В 1961 году Мэри Лайон предложила гипотезу, согласно которой инактивация X-хромосомы обеспечивает дозовую компенсацию генов, а выбор хромосомы, которая будет «выключена», происходит случайно. Такие выводы Лайон сделала на основе исследования клеток с аномальным количеством хромосом, в частности с трисомиями по половым хромосомам и полиплоидией. Были получены следующие результаты:
| Кариотип:                                               | Кол-во инактивированных X-хромосом |
| Нормальная женщина (XX + 44 аутосомы):                  | 1                                  |
| Нормальный мужчина (XY + 44 аутосомы):                  | 0                                  |
| Женщина с трисомией по X-хромосоме (XXX + 44 аутосомы): | 2                                  |
| Мужчина с синдромом Кляйнфельтера (XXY + 44 аутосомы):  | 1                                  |
| Тетраплоидные женские клетки (XXXX + 88 аутосом):       | 2                                  |

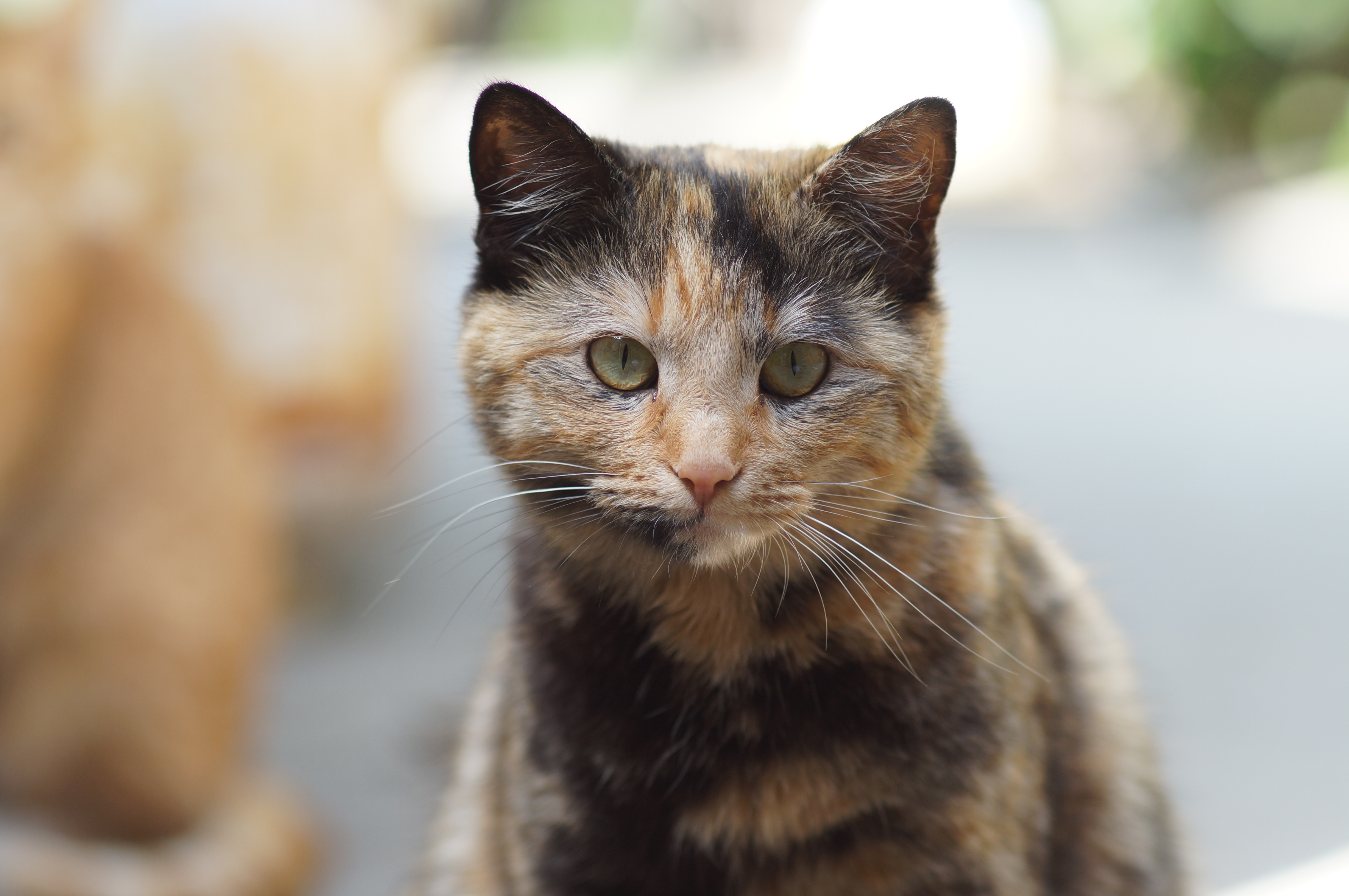
Кошка с мозаичным черепаховым окрасом, который формируется в результате случайной X-инактивации

Из полученных результатов был сделан вывод, что клетки имеют какой-то механизм «счёта» X-хромосом и оставляют одну активную X-хромосому на пару аутосом.
В пользу гипотезы о случайности выбора хромосомы, подлежащей преобразованию в гетерохроматин, свидетельствовали наблюдения мозаичной окраски у самок мышей, гетерозиготных по X-сцепленным генам, отвечающим за окраску меха. Мозаичность возникает из-за того, что инактивация одной из X-хромосом происходит в клетках зародыша в период гаструляции и митотически наследуется таким образом, что клон каждой из этих клеток сохраняет активной одну и ту же X хромосому: материнского или отцовского происхождения. Похожие результаты, свидетельствующие о мозаичности, были получены при исследовании изоформ глюкозо-6-фосфатизомеразы, которая кодируется геном X-хромосомы у людей.
Полученные результаты быстро нашли применение как в биологических исследованиях, так и за их пределами. Так, в 1965 году Стэнли Гартлер использовал инактивацию X-хромосомы, чтобы доказать клональное происхождение раковых опухолей. А в 1966 году на Олимпийских играх детекция телец Барра стала использоваться для подтверждения пола спортсменов.
Наибольшее количество информации о молекулярных механизмах дозовой компенсации у млекопитающих было накоплено благодаря работам, проведённым на эмбриональных стволовых клетках.

## Система XX/XY

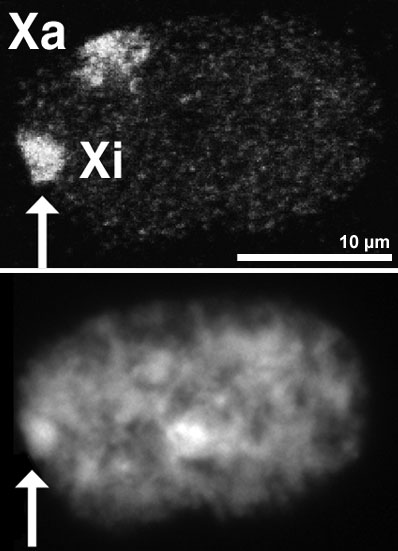
Ядро женской клетки: сверху окрашены только X-хромосомы (X_{i} — инактивированная, X_{a} — активная), снизу ядро, закрашено DAPI, стрелочкой показано тельце Барра

Различные виды используют различные механизмы дозовой компенсации: случайную или импринтированную инактивацию одной из X-хромосом у гомогаметного пола (у млекопитающих), двукратное увеличение активности экспрессии с одной из X-хромосом гетерогаметного пола (у плодовой мушки) или двукратное её уменьшение с обеих X-хромосом гомогаметного пола (у нематоды Caenorhabditis elegans). Независимо от конкретного механизма, компенсация всегда происходит только у одного из полов и является необходимым условием его жизнедеятельности.
У дрозофилы и млекопитающих в осуществлении дозовой компенсации задействованы некодирующие РНК, которые покрывают регулируемую X-хромосому, а также осуществляется специфическая для пола модификация белков — гистонов на соответствующей хромосоме.

### Млекопитающие
У плацентарных млекопитающих дозовая компенсация генов происходит путём случайной инактивации одной из X-хромосом. Этот процесс происходит примерно в период гаструляции (у человека приблизительно на 12-й день). Все потомки определённой клетки сохраняют инактивированной ту же хромосому, что и материнская клетка, то есть, как и другие эпигенетические метки, эта митотически наследуется. Перепрограммирование X-инактивации происходит в примордиальных клетках зародышевой линии. Ключевую роль в обеспечении инактивации X-хромосомы играет длинная некодирующая РНК Xist, которая действует как цис-регуляторный элемент, то есть влияет именно на ту хромосому, с которой транскрибируется.
Часть генов на X-хромосоме избегают инактивации, в частности псевдоаутосомная область, то есть такие, которые имеют гомологичные последовательности на Y-хромосоме, и некоторые другие гены, которые, возможно, оказывают влияние на формирование половых признаков. Таких участков значительно больше у людей, чем у мышей. Активным на Xi остается также ген XIST.

### Однопроходные

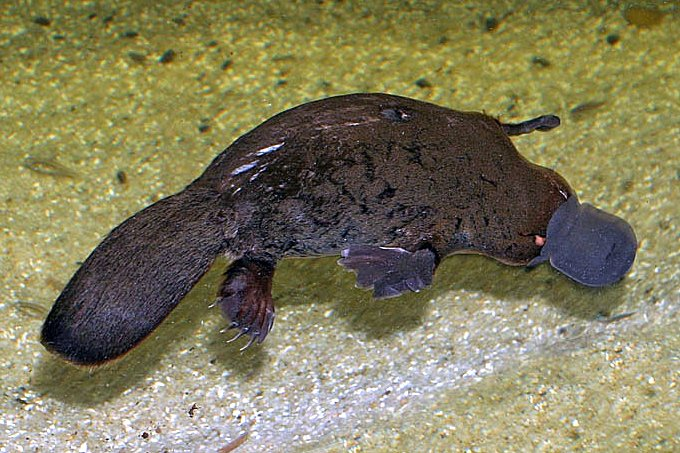
Утконос

Однопроходные — отряд млекопитающих, который включает в себя утконосов и четыре вида ехидновых, которые относятся к яйцекладущим млекопитающим. Хотя однопроходные тоже используют систему XX/XY, но в отличие от остальных млекопитающих, у них присутствует более одного набора половых хромосом. Самцы короткоклювой ехидны, например, имеют девять половых хромосом — 5 X и 4 Y, а самцы утконоса — 5 X-хромосом и 5 Y-хромосом. Недавнее исследование обнаружило, что четыре Х-хромосомы утконоса, также как и Y-хромосома, гомологичны некоторым участкам Z-хромосомы птиц. Хромосома X1 утконоса имеет гомологию с Z-хромосомой курицы, и обе обладают гомологией с 9-й хромосомой человека. Открытие этой гомологии важно для понимания механизма дозовой компенсации однопроходных. В 50 % клеток самок утконоса экспрессируется только один аллель из всех X-хромосом, в то время как оставшиеся 50 % клеток экспрессируют множество разных аллелей. Хотя хромосома утконоса X1 имеет 11 генов, которые обнаруживаются во всех X-хромосомах млекопитающих, а хромосома X5 имеет ген, который называется DMRT1 и встречается в Z-хромосоме у птиц, являясь ключевым полообразующим геном птиц, в целом геномные исследования показали, что пять половых X-хромосом утконоса гомологичны Z-хромосоме птиц. У утконоса не обнаружен ген SRY (ключевой ген определения пола у млекопитающих). Для него характерна неполная дозовая компенсация, недавно описанная у птиц. Видимо, механизм определения пола утконоса сходен с таковым у его предков-рептилий.

### Drosophila melanogaster
У плодовой мушки Drosophila melanogaster, хотя определение пола, как и у млекопитающих, происходит с помощью половых хромосом, телец Барра в ядрах самок нет. Зато X-хромосома самцов становится гиперактивной, уровень экспрессии её генов достигает суммарного уровня экспрессии с обеих X-хромосом самок. В обеспечении такой активности ключевую роль играет рибонуклеопротеиновый комплекс MSL (англ. Male specific lethal), который, как свидетельствует его название, является необходимым для жизнедеятельности самцов. В состав MSL входят белки продукты генов msl1, msl2, msl3, mle, mof, что вместе с некодирующими РНК RoX1 и RoX2 формируют компенсасому. Компенсасомы присоединяются к сотням генов, сцепленным X-хромосомой самцов, и избирательно усиливают транскрипцию некоторых из них, доводя её до уровня экспрессии в организме самок. Экспрессия по крайней мере некоторых из msl-генов находится под негативным контролем продукта гена Sxl (англ. Sex lethal), участвующего в подсчёте X-хромосом и определении пола.

### Caenorhabditis elegans
У нематоды C. elegans пол определяется количеством X-хромосом: у самцов она одна, а у гермафродитов — две. Механизм дозовой компенсации у этих животных запускается тем же сигнальным путём, что и определение пола, но контролируется другой группой генов. Заключается этот механизм в двукратном снижении активности транскрипции на обеих X-хромосомах гермафродитов.
Определение пола и запуск дозовой компенсации начинается с подсчёта количества X-хромосом на одну аутосому. X: A-сигнал у самцов (X0) запускает экспрессию гена  xol-1 , что определяет развитие зародыша по мужскому типу, а также подавляет экспрессию белка SCD-2. Наличие последнего является необходимым и достаточным условием для активации дозовой компенсации, которая, таким образом, происходит только у гермафродитов. SCD-2 также обеспечивает направление комплекса дозовой компенсации в X-хромосому. Этот мультимерний комплекс содержит много белков, которые имеют другие функции в клетке (например, MIX-1 задействован в различении хромосом в анафазе), или родственные с такими белками (в частности, белки DPY-26 DPY-27 и DPY-28 похожи на белки конденсинового комплекса, участвуют в упаковке митотических (и мейотических) хромосом). Комплекс дозовой компенсации присоединяется к X-хромосоме в нескольких местах, после чего его ингибирующее действие может распространяться на короткие или значительные расстояния.

### Silene latifolia
Как люди и мухи, некоторые растения тоже используют XX/XY-систему определения пола и соответствующие механизмы дозовой компенсации. Silene latifolia (Смолёвка белая) несёт либо мужской (XY) либо женский (XX) набор хромосом, причём Y-хромосома меньше, чем Х-хромосома, и, соответственно, меньше количество экспрессируемых с неё генов. Два независимых исследования показали, что у мужских особей смолёвки экспрессия генов, сцепленных с Х-хромомсомой, составляет 70 % от экспрессии у женских особей. Если бы S. latifolia не использовала дозовую компенсацию, то ожидаемый уровень экспрессии генов, сцепленных с X-хромосомой мужских особей, составил бы 50 % от женского. Хотя это растение и имеет определённую дозовую компенсацию, экспрессия генов мужских особей всё равно не достигает 100 % от женских, поэтому было выдвинуто предположение, что система дозовой компенсации S. latiforia всё ещё находится в процессе эволюции. Кроме того, у видов растений, которые не обладают различающимися половыми хромосомами, дозовая компенсация может активироваться в ходе абберентных митозов или анеуплоидии и полиплоидии. Экспрессия генов на подвергнувшихся удвоению/делеции парах хромосом может усиливаться или ослабляться, чтобы компенсировать вредное воздействие и вернуть уровень экспрессии к норме.

## Система ZZ/ZW
ZZ/ZW система определения пола есть у большинства птиц, некоторых рептилий, а также чешуекрылых. В этой системе Z — бо́льшая по размеру хромосома, так что гомогаметные самцы (ZZ) вынуждены инактивировать часть генетического материала, чтобы уравновесить экспрессию с самками (ZW), которые несут маленькую W-хромосому. Вместо того, чтобы гетерохроматизировать всю хромосому, как это происходит у людей, петухи (модельный организм) используют селективное подавление, то есть сайленсингу подвергаются только некоторые гены на второй Z-хромосоме. Таким образом, у петухов экспрессируется в среднем 1,4-1,6 от суммарного ДНК Z-хромосомы, экспрессируемого у куриц. Экспрессия генов Z-хромосомы у самцов зебровой амадины и петухов выше, чем уровень экспресси аутосомных генов, а вот у человека уровень экспресси X-хромосомы у женщины равен уровню экспресси генов аутосом, что ясно указывает на то, что у петухов и самцов зебровых амадин происходит неполный сайленсинг. Так же детально, как и у домашней курицы, система ZZ/ZW была изучена лишь у немногих организмов; последние исследования этой системы у шелкопрядов обнаружили схожую неполную компенсацию по генам Z-хромосомы. Z-сцепленные гены интенсивнее экспрессировались у самцов по сравнению с самками, а несколько генов были активны в равной степени как у самцов, так и у самок.

### Эпигенетический механизм дозовой компенсации у домашней курицы
Хотя в сравнении с механизмом дозовой компенсации у человека и дрозофилы эпигенетический механизм дозовой компенсации у птиц всё ещё плохо изучен, последние исследования в этой области выявили важные детали этого процесса. Одна из таких деталей — это MHM (англ. male hypermethylated), Xist-подобная длинная некодирующая РНК, которая экспрессируется только у куриц (ZW). Она связана со специфичным для организма самок гиперацетилированием гистона 4 по 16 лизину, неподалёку от локуса MHM в Z-хромосоме. Этот локус активно изучается, поскольку он, по-видимому, является сайтом дозовой компенсации, Z-хромосомы самцов гиперметилированы, и поэтому экспрессия генов этого локуса снижена по сравнению с половыми хромосомами самок, которые гиперацетилированы, а соответствующие гены активно экспрессируются.
Как и у млекопитающих, у домашней курицы метилируются CpG-островки. Одно из исследований обнаружило, что CpG-островки находятся в основном в компенсаторной области Z-хромосомы, которые по-разному экспрессируются у куриц и петухов. По этой причине весьма вероятно, что эти CpG-островки локализованы в тех генах, которые на Z-хромосоме самцов метилируются и выключаются, но остаются активными в Z-хромосоме самок.

## Импринтированная инактивация X-хромосомы
Иногда инактивация X-хромосомы может происходить не случайно. Например, у сумчатых этому процессу всегда подлежит хромосома отцовского происхождения. Это явление называется импринтированной инактивацией и считается эволюционно примитивным механизмом.
Импринтированная инактивация изредка может проявляться и у плацентарных млекопитающих, например, мышей. У этих грызунов на стадии 2-4 бластомеров родительская X-хромосома переходит в состояние гетерохроматина. Такая закономерность инактивации сохраняется в трофобласте бластоцисте, которые участвует в формировании плаценты, в то время как в клетках эмбриобласта позже происходит перепрограммирование: сначала все хромосомы переходят в активное состояние, после чего происходит случайная инактивация.